# Молиначо (Анкона)
Молиначо је насеље у Италији у округу Анкона, региону Марке.
Према процени из 2011. у насељу је живело 30 становника. Насеље се налази на надморској висини од 391 м.